# Nguyễn Nhật Ánh
Nguyễn Nhật Ánh (sinh ngày 7 tháng 5 năm 1955) là một nam nhà văn người Việt Nam. Được xem là một trong những nhà văn hiện đại xuất sắc nhất Việt Nam hiện nay, ông được biết đến qua nhiều tác phẩm văn học về đề tài tuổi trẻ. Nhiều tác phẩm của ông được nhiều thế hệ độc giả yêu mến và giới chuyên môn đánh giá cao, được chuyển thể thành phim và kịch nói.
Ông lần lượt viết về sân khấu, phụ trách mục tiểu phẩm, trang thiếu nhi và bình luận thể thao trên báo Sài Gòn Giải Phóng số chủ nhật với các bút danh Chu Đình Ngạn, Đông Phương Sóc, Sóc Phương Đông. Ngoài ra, ông còn phụ trách mục Vườn Hồng của nhật báo Thanh Niên, giải đáp các thắc mắc về tình yêu, dưới bút danh Anh Bồ Câu.

## Cuộc đời và sự nghiệp
Nguyễn Nhật Ánh sinh ngày 7 tháng 5 năm 1955 tại làng Đo Đo, xã Bình Quế, huyện Thăng Bình, tỉnh Quảng Nam. Thuở nhỏ ông theo học tại các trường THPT Tiểu La, THPT chuyên ban Trần Cao Vân và THCS Phan Châu Trinh (Đà Nẵng). Từ năm 1973, ông chuyển vào sống tại Sài Gòn, theo học ngành sư phạm. Ông đã từng tham gia Thanh niên xung phong, dạy học môn Văn tại trường THCS Bình Tây (Quận 6) từ năm 1983-1985.
Năm 13 tuổi, ông đăng báo bài thơ đầu tiên. Tác phẩm đầu tiên được in thành sách là một tập thơ mang tên Thành phố tháng tư (1984, nhà xuất bản Tác Phẩm Mới, in chung với Lê Thị Kim). Truyện dài đầu tiên của ông là tác phẩm Trước vòng chung kết (Nhà xuất bản Măng Non, 1984). Từ đó trở về đây, ông tập trung viết văn xuôi, chuyên sáng tác về đề tài thanh thiếu niên.
Năm 1990, truyện dài Chú bé rắc rối của ông được Trung ương Đoàn Thanh niên Cộng sản Hồ Chí Minh trao giải thưởng Văn học Trẻ hạng A.
Năm 1995, ông được bình chọn là nhà văn được yêu thích nhất trong 20 năm (1975-1995) qua cuộc trưng cầu ý kiến bạn đọc về các gương mặt trẻ tiêu biểu trên mọi lĩnh vực của Thành Đoàn Thành phố Hồ Chí Minh và báo Tuổi Trẻ, đồng thời được Hội Nhà Văn Thành phố Hồ Chí Minh bình chọn là một trong 20 nhà văn trẻ tiêu biểu trong 20 năm (1975-1995).
Năm 1998, ông được Nhà xuất bản Kim Đồng trao giải Nhà văn có sách bán chạy nhất. Năm 2003, ông được Trung ương Đoàn Thanh niên Cộng sản Hồ Chí Minh trao huy chương Vì thế hệ trẻ với bộ truyện nhiều tập Kính vạn hoa và được Hội Nhà Văn Việt Nam trao giải thưởng. Đến nay ông đã xuất bản gần 200 tác phẩm (nhiều thể loại) và từ lâu đã trở thành nhà văn thân thiết của bạn đọc Việt Nam.
Năm 2004, Nguyễn Nhật Ánh ký hợp đồng với Nhà xuất bản Kim Đồng (sau này chuyển sang Nhà xuất bản Trẻ) xuất bản bộ truyện dài gồm 4 phần mang tên Chuyện xứ Lang Biang nói về hai cậu bé lạc vào thế giới phù thủy. Đây là lần đầu tiên ông viết một bộ truyện thuộc dòng huyền ảo, giả tưởng. Vì vậy, để chuẩn bị cho tác phẩm này, ông đã phải mất 6 tháng nghiên cứu tài liệu và đọc sách báo liên quan đến các huyền thoại, thế giới pháp thuật... Sau Chuyện xứ Lang Biang, tác phẩm tiếp theo của ông là bút ký của một chú cún có tựa Tôi là Bêtô (xuất bản lần đầu năm 2007).
Năm 2008, ông cho ra đời tác phẩm Cho tôi xin một vé đi tuổi thơ, được báo Người lao động bình chọn là tác phẩm hay nhất năm 2008. Tác phẩm này được tặng Giải thưởng Văn học ASEAN 2010.
Năm 2012, Nguyễn Nhật Ánh cho ra mắt truyện dài Có hai con mèo ngồi bên cửa sổ. Các tác phẩm ra đời gần đây nhất là Ngồi khóc trên cây (tháng 6 năm 2013), Chúc một ngày tốt lành (tháng 3 năm 2014), Bảy bước tới mùa hè (tháng 3 năm 2015), Con chó nhỏ mang giỏ hoa hồng (28 tháng 2 năm 2016), Cây chuối non đi giày xanh (7 tháng 1 năm 2018) và Làm bạn với bầu trời (tháng 9 năm 2019), Con chim xanh biếc bay về (2020). Tháng 1 năm 2022, ông tiếp tục cho xuất bản tác phẩm Ra bờ suối ngắm hoa kèn hồng, được viết trong thời gian Sài Gòn giãn cách dịch COVID-19, chủ đề nhẹ nhàng gần gũi về các loài động vật, với lời văn đầy màu sắc. Đây được xem là "tác phẩm chữa lành mùa dịch".
Ông hiện đã kết hôn và đang sống cùng vợ là bà Trần Thị Tiếng Thu. Ông có con gái tên Nguyễn Nhật Quỳnh Anh và còn có một người em ruột. Theo ông, vợ con và em ruột chính là hậu phương vững chắc và luôn hỗ trợ ông mỗi khi sáng tác các tác phẩm. Thành công lớn nhất của ông là sau khi đất nước thống nhất, sách của ông được độc giả cả 3 miền Bắc - Trung - Nam đón nhận nhiệt tình, trong đó đón nhận nhiệt tình nhất là ở Hà Nội (thủ đô của đất nước), Thành phố Hồ Chí Minh (thành phố lớn nhất, nơi ông sinh sống) và Quảng Nam (quê hương ông).

## Các tác phẩm

Nhà văn Nguyễn Nhật Ánh ký tặng tác phẩm Ra bờ suối ngắm hoa kèn hồng (truyện dài, 16.1.2022) cho bạn bè tại tư gia

- Thành phố tháng tư (thơ, in chung với Lê Thị Kim, 1984)
- Trước vòng chung kết (truyện dài, 1984)
- Cú phạt đền (truyện ngắn, 1985)
- Đầu xuân ra sông giặt áo (thơ, 1986)
- Trò chơi lãng mạn của tình yêu (tập truyện, 1987)
- Chuyện cổ tích dành cho người lớn (tập truyện, 1987)
- Bàn có năm chỗ ngồi (truyện dài, 1987)
- Còn chút gì để nhớ (truyện dài, 1988)
- Bí mật của một võ sĩ (tập truyện, 1989)
- Cô gái đến từ hôm qua (truyện dài, 1989)
- Chú bé rắc rối (truyện dài, 1989)
- Nữ sinh (truyện dài, 1989)
- Thiên thần nhỏ của tôi (truyện dài, 1990)
- Phòng trọ ba người (truyện dài, 1990)
- Mắt biếc (truyện dài, 1990)
- Thằng quỷ nhỏ (truyện dài, 1990)
- Hoa hồng xứ khác (truyện dài, 1991)
- Hạ đỏ (truyện dài, 1991)
- Bong bóng lên trời (truyện dài, 1991)
- Bồ câu không đưa thư (truyện dài, 1993)
- Những chàng trai xấu tính (truyện dài, 1993)
- Tứ tuyệt cho nàng (thơ, 1994)
- Lễ hội của đêm đen (thơ, 1994)
- Trại hoa vàng (truyện dài, 1994)
- Út Quyên và tôi (tập truyện ngắn, 1995)
- Đi qua hoa cúc (truyện dài, 1995)
- Buổi chiều Windows (truyện dài, 1995)
- Quán Gò đi lên (truyện dài, 4.12.1999)
- Những cô em gái (truyện dài, 7.5.2000)
- Ngôi trường mọi khi (truyện dài, 2001)
- Kính vạn hoa (bộ truyện 54 tập, 1995-2002: 45 tập, 9 tập viết thêm sau)
- Chuyện xứ Lang Biang (bộ truyện 4 phần, 2004-2006)
- Tôi là Bêtô (truyện, 4.4.2007)
- Cho tôi xin một vé đi tuổi thơ (truyện, 1.2008)
- Đảo mộng mơ (truyện, 21.10.2009)
- Tôi thấy hoa vàng trên cỏ xanh (truyện dài, 24.10.2010)
- Lá nằm trong lá (truyện dài, 24.9.2011)
- Có hai con mèo ngồi bên cửa sổ (truyện dài, 6.2012)
- Sương khói quê nhà (tạp văn, 2012)
- Người Quảng đi ăn mì Quảng (tạp văn, 2005)
- Ngồi khóc trên cây (truyện dài, 27.6.2013)
- Thương nhớ Trà Long (tạp văn 2014)
- Chúc một ngày tốt lành (truyện dài, 6.3.2014)
- Bảy bước tới mùa hè (truyện dài, 1.3.2015)
- Con chó nhỏ mang giỏ hoa hồng (truyện, 28.2.2016)
- Ngày xưa có một chuyện tình (truyện dài, 18.09.2016)
- Cây chuối non đi giày xanh (truyện dài, 7.1.2018)
- Cảm ơn người lớn (truyện dài, 17.11.2018)
- Làm bạn với bầu trời (truyện dài, 12 tháng 9 năm 2019)[4]
- Con chim xanh biếc bay về (truyện dài, 11 tháng 11 năm 2020)[5]
- Viên ngọc (truyện ngắn, không xác định thời gian)
- Ra bờ suối ngắm hoa kèn hồng (truyện dài, 14 tháng 1 năm 2022)[6]
- Những người hàng xóm (truyện dài, 24 tháng 12 năm 2022)
- Mùa hè không tên (truyện dài, 22 tháng 9 năm 2023)
- Tiệm sách của nàng (truyện dài, 2024)

## Sách được chuyển thể thành phim
- Áo trắng sân trường: phim 1990, dựa trên truyện dài Nữ Sinh năm 1989, do Lê Công Tuấn Anh thủ vai.
- Thằng quỷ nhỏ: phim 1997 dựa trên truyện dài cùng tên.
- Chú bé rắc rối: phim 1998 dựa trên truyện dài cùng tên.
- Bong bóng lên trời: phim 1997 dựa trên truyện dài cùng tên, do Hãng phim truyện Việt Nam (VFS) sản xuất.
- Nữ sinh: phim 2008 dài 10 tập, dựa trên các truyện dài Nữ sinh, Bồ câu không đưa thư và Buổi chiều Windows của Hãng phim Truyền hình Thành phố Hồ Chí Minh (TFS).
- Kính vạn hoa: phim truyền hình 2004 của Hãng phim Truyền hình Thành phố Hồ Chí Minh (TFS), dựa trên truyện dài cùng tên.
- Tôi thấy hoa vàng trên cỏ xanh: phim 2015 dựa trên truyện dài cùng tên, Victor Vũ làm đạo diễn, với sự tham gia của các diễn viên nhí: Thịnh Vinh - Trọng Khang - Lâm Thanh Mỹ.
- Cô gái đến từ hôm qua: phim 2017 dựa trên truyện dài cùng tên, với sự tham gia diễn xuất của Ngô Kiến Huy và Miu Lê.
- Mắt biếc: phim 2019 dựa trên truyện dài cùng tên, Victor Vũ làm đạo diễn, Trần Nghĩa trong vai Ngạn và Trúc Anh vào vai Hà Lan.
- Ngày xưa có một chuyện tình: phim 2024 dựa trên truyện dài cùng tên, Trịnh Đình Lê Minh làm đạo diễn, Avin Lu trong vai Vinh "còm", Ngọc Xuân vào vai Miền và Đỗ Nhật Hoàng vào vai Phúc.
- Kính vạn hoa: phim điện ảnh dựa trên truyện dài cùng tên, Võ Thanh Hòa làm đạo diễn. Dự kiến khởi chiếu năm 2024.

Ngoài ra, tác phẩm của ông cũng được chuyển thể thành kịch:
- Thiên thần nhỏ của tôi
- Trại hoa vàng (nhạc kịch) - do Nhà hát Tuổi trẻ thực hiện